# جف پولاک
جف پولاک (انگلیسی: Jeff Pollack؛ ۱۵ نوامبر ۱۹۵۹ – ۲۳ دسامبر ۲۰۱۳ (۵۴ سال)) یک کارگردان، فیلم‌نامه‌نویس، و تهیه‌کننده اهل ایالات متحده آمریکا بود. وی بین سال‌های ۱۹۹۰ تا ۲۰۱۳ میلادی فعالیت می‌کرد.